# Agostino Miliani
Agostino Miliani (Trieste, 18 maggio 1920 – Trieste, 4 dicembre 2005) è stato un cestista italiano.

## Carriera
Dopo un'esperienza alla Borletti Milano, è stato il miglior marcatore della Serie A nel 1948-49, con 238 punti realizzati con la maglia del San Giusto Trieste. Con l'Itala Gradisca, durante la stagione successiva, giunse terzo nella classifica marcatori con 279 punti.